# Muhabbetana vincamajorella
Muhabbetana vincamajorella is een vlinder uit de familie van de dwergmineermotten (Nepticulidae). De wetenschappelijke naam voor deze soort is voor het eerst voorgesteld als Nepticula vincamajorella door Friedrich Hartig in een publicatie uit 1964. De soort is vernoemd naar de waardplant Vinca major.

## Verspreiding
De soort komt voor in Italië.

## Waardplanten
De rups mineert op Vinca major (Apocynaceae).